# ブラート・バエケノフ
ブラート・アブドゥラフマノヴィッチ・バエケノフ（Булат Абдрахманович Баекенов、1942年11月21日 - 2023年8月24日）は、カザフスタン共和国の政治家、軍人、チェキスト。中将。国家保安委員会議長、安全保障会議書記、内務相を歴任。

## 経歴
グリエフ市出身。カザフ人。カラガンダの師範学校の歴史学部を卒業。在学時、コムソモールの活動家となる。ソビエト軍に勤務。
1966年～1973年、カラガンダ州のコムソモールの仕事に就き、ヌルスルタン・ナザルバエフと知り合う。1973年、国家保安機関に入る。1986年、カザフ・ソビエト社会主義共和国国家保安委員会副議長。
カザフスタン独立後、国家保安委員会議長、安全保障会議書記、内務相を歴任。2023年8月24日に死去した。

## パーソナル
教授。カザフスタン共和国警備団体協会総裁。